# Кендимен (филм из 2021)
Кендимен (енгл. Candyman) амерички је натпиродни слешер филм из 2021. године редитељке Није Дакоста и писаца Џордана Пила, Вина Розенфелда и Дакосте. Директни је наставак истоименог филма из 1992. и четврти филм у филмској серији Кендимен, темељеној на краткој причи „Забрањено” Клајва Баркера. Главне улоге играју Јаија Абдул-Матин , Тејона Парис, Нејтан Стјуарт-Џарет и Колман Домиго, док Тони Тод и Ванеса Естел Вилијамс понављају своје улоге из оригиналног филма.
Филм је издат 27. августа 2021. године у Сједињеним Државама, дистрибутера Universal Pictures-а, и 26. августа 2021. године у Србији, дистрибутера Taramount Film-а. Датум издања три пута је одлаган од првобитног датума у јуну 2020. због забринутости у вези с пандемијом ковида 19.

## Радња
Докле год досеже сећање мештана, мирно чикашко насеље терорише прича о духу убици који уместо руке има куку, а кога врло лако могу призвати они који су довољно смели да пет пута за редом, гледајући се у огледало, понове његово име. Сада, деценију пошто су куле у насељу срушене, визуелни уметник Ентони Макој и његова девојка, директорка галерије, Бријана Картрајт, усељавају се у луксузни стан, преуређен до непрепознатљивости. Ентони ће открити застрашујућу, истиниту причу која стоји иза Кендимена. Нестрпљив да одржи свој уметнички статус у чикашким круговима, он почиње да истражује језиве детаље и не слутећи отвара врата у прошлост, раскринкава властити ум и покреће незаустављив талас насиља који га судара са током властите судбине.

## Улоге
| Глумац                | Улога                         |
| --------------------- | ----------------------------- |
| Јаија Абдул-Матин     | Ентони Макој                  |
| Тејона Парис          | Бријана Картрајт              |
| Нејтан Стјуарт-Џарет  | Трој Картрајт                 |
| колман Домиго         | Вилијам Берк                  |
| Тони Тод              | Данијел Робитајл / Кендимен   |
| Ванеса Естел Вилијамс | Ен-Мари Макој                 |
| Ребека Спенс          | Финли Стивенс                 |
| Кејси Крамер          | Хелен Лајл / Керолајн Саливан |
| Мајкл Харгроув        | Шерман Филдс / Кендимен       |
| Кајл Камински         | Грејди Смит                   |
| Кристијана Кларк      | Денијела Харингтон            |
| Брајан Кинг           | Клајв Привлер                 |
| Тори Хансон           | Џек Хајд                      |
| Карл Клемонс-Хопкинс  | Џејмсон                       |
| Седрик Мејс           | Гил Картрајт                  |
| Ненси Пендер          | водитељка ТВ вести            |
| Пам Џоунс             | Девил Шарп                    |
| Бријана Линд          | Аника                         |

## Рефренце
1. ↑  Hughes, William. „Nia DaCosta's Candyman delayed until 2021”. A.V. Club. Архивирано из оригинала 22. 10. 2020. г. Приступљено 12. 9. 2020.
2. ↑  „Candyman (2020)”. Universal Pictures. Приступљено 1. 4. 2020.